# Pedralba
Pedralba – gmina w Hiszpanii, w prowincji Walencja, we wspólnocie autonomicznej Walencja, o powierzchni 58,85 km². W 2011 roku liczyła 2970 mieszkańców.